# Intercontinental Cup (hockey)
Het hockeytoernooi om de Intercontinental Cup werd om de vier (of vijf) jaar gehouden, en gold als kwalificatietoernooi voor het eerstvolgende wereldkampioenschap hockey voor mannen. De laatste editie werd gehouden ten behoeve van het wereldkampioenschap van 2006.

## Geschiedenis van de Intercontinental Cup voor mannen
- Intercontinental Cup 1977 - Italië (Rome)
- Intercontinental Cup 1981 - Maleisië (Kuala Lumpur)
- Intercontinental Cup 1985 - Spanje (Barcelona)
- Intercontinental Cup 1989 - Verenigde Staten (Madison)
- Intercontinental Cup 1993 - Polen (Poznan)
- Intercontinental Cup 1997 - Maleisië (Kuala Lumpur)
- Intercontinental Cup 2001 - Schotland (Edinburgh)
- Intercontinental Cup 2006 - China (Guangzhou)

WK mannen:
1971 ·
1973 ·
1975 ·
1978 ·
1982 ·
1986 ·
1990 ·
1994 ·
1998 ·
2002 ·
2006 ·
2010 ·
2014 ·
2018 ·
2023 ·
2026
WK vrouwen:
1971 ·
1972 ·
1974 ·
1975 ·
1976 ·
1978 ·
1979 ·
1981 ·
1983 ·
1986 ·
1990 ·
1994 ·
1998 ·
2002 ·
2006 ·
2010 ·
2014 ·
2018 ·
2022 ·
2026